# Henri Kowalski
Pour les articles homonymes, voir Kowalski.
Henri Kowalski, né le 1er avril 1841 à Paris et mort le 6 juillet 1916 à Bordeaux, est un pianiste virtuose et compositeur français.

## Biographie
Henri Kowalski est le fils d’un officier polonais, émigré à Dinan en Bretagne après l’échec de l'Insurrection polonaise de 1830, et de Zenaïde de Wogan. Cette dernière descend par son père d’une lignée irlandaise, installée à Dinan depuis le XVIIe siècle, et par sa mère d'une vieille famille bretonne, les Querhoënt. Montrant des dons précoces pour le piano, il est présenté, à l'âge de six ans, à Chopin qui le confia à deux de ses élèves, la princesse Marcelina Czartoryska et Thomas Tellefsen. Henri Kowalski n'est donc pas un élève de Chopin, comme il est trop souvent écrit, mais l'élève d'élèves de Chopin. On comprend mieux qu'il ait développé, dès sa jeunesse, un véritable culte pour Chopin. Il était aussi fasciné par la virtuosité de Liszt.

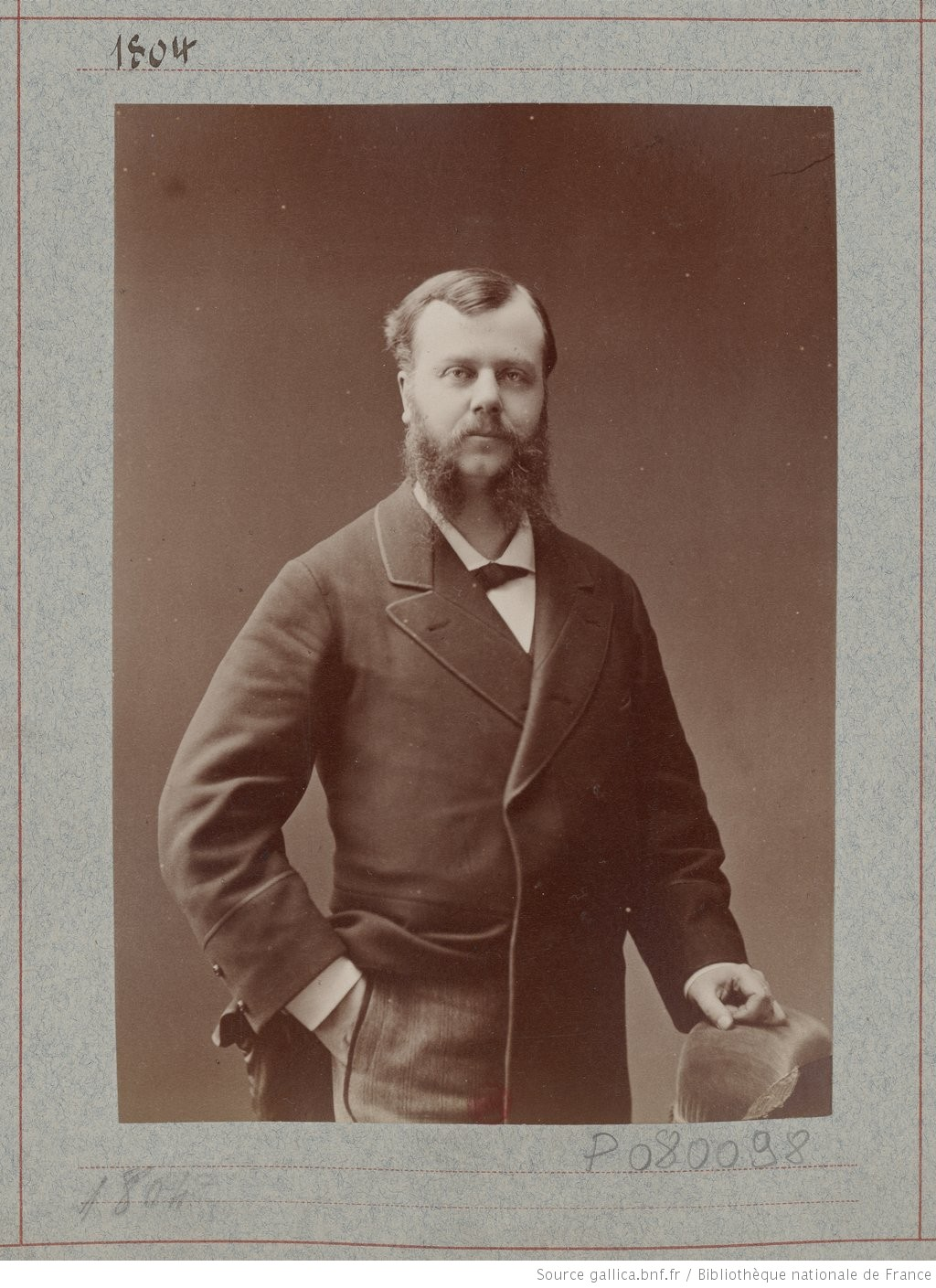
Henri Kowalski (photographie atelier Nadar).

En 1860, à la sortie du conservatoire de Paris où il a été l'élève d'Adolphe Laurent et de Marmontel, il se lance dans une carrière de concertiste, d'abord en France puis en Europe. En 1869, il franchit, avec le violoniste Pablo de Sarasate, pour la première fois l'Atlantique pour une tournée aux États-Unis et au Canada où il est acclamé. Il y reviendra à quatre reprises : en 1876, comme soliste de la saison d'été dirigée à New York par Offenbach, en 1880 alors qu'il fait route vers l'Australie, en 1903 et en 1907-1909. De son premier voyage (1869-1870) en Amérique, il a laissé un livre de souvenirs mais aussi de remarques critiques, À travers l’Amérique, impressions d’un musicien, qui fourmille d’indications sur la vie culturelle, les paysages, les mœurs locales et ses propres concerts. En 1880, il gagne l'Australie où il siège en tant que représentant de la France au jury de la commission Beaux-Arts de l'Exposition internationale de Melbourne. Pendant ce séjour à Melbourne (1880-1881), il donne de nombreux récitals qui soulèvent l'enthousiasme et lui valent d'emblée une réputation de virtuose mais aussi de musicien généreux qui lui attire la sympathie de nombreux artistes. Il se lie même d'amitié avec le grand écrivain Marcus Clarke avec qui il entreprend d'écrire un opéra-comique, Queen Venus, connu finalement sous le titre de Moustique. En mars 1881, il gagne Sydney pour une série de récitals et réussit à faire représenter (version partielle) l'opéra qu'il vient d'achever, Vercingétorix, sans réussir à convaincre. La véritable création de cet ouvrage, en version de concert, aura lieu le 24 septembre 1881 à Melbourne, après une préparation soignée, à la satisfaction générale. Son second séjour en Australie, cette fois à Sydney, sera beaucoup plus long (1885-1896) et lui permettra aussi de faire des tournées en Nouvelle-Zélande et en Tasmanie. Henri Kowalski a joué un rôle important dans le développement de la vie musicale à Sydney : concerts symphoniques (il prend la direction de la Société Philharmonique dès 1885), séances de musique de chambre, enseignement du piano (il a formé de nombreux pianistes australiens), diffusion de la musique française, conférences. Il noue avec les peintres des relations privilégiées, notamment avec l'impressionniste Tom Roberts.
Entre ses voyages, il revient à Paris et donne de nombreux concerts de bienfaisance et leçons de piano, mais son véritable ancrage reste, sur les bords de la Rance, le château de Vaux-Carheil (connu sous le nom de château du Chêne-vert), à Plouër-sur-Rance, près de Dinan. Cette propriété appartenait à son épouse, Maria Louise Eloy dite La Ferraris (1844-1922), une comédienne qui fit les beaux soirs des théâtres parisiens (Variétés, Palais-Royal, Odéon) dans les années 1860 et était dotée d'une jolie voix. Elle avait reçu ce château, en cadeau, du prince diplomate russe Alexandre Basilewsky (it) dont elle avait été la maîtresse, en 1866, soit trois ans avant son mariage avec Henri Kowalski.

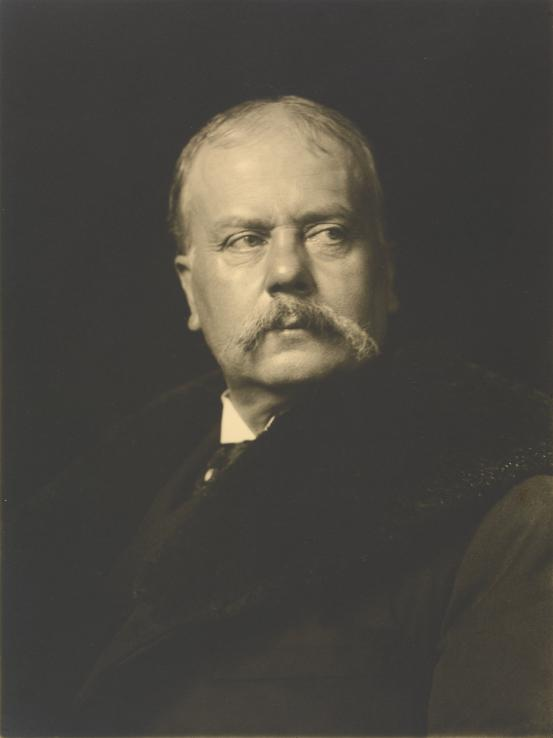
Kowalski photographié en 1893 par Henry Walter Barnett.

Lorsqu’il rentre en France en 1896 après avoir séjourné douze ans en Australie, il reprend son activité de concertiste tant en France qu'en Europe (Belgique, Suisse, Angleterre) et fréquente les salons parisiens. Marcel Proust qui le connut par l'éditeur Julien Hamelle et dans les dîners de la Comtesse de Loynes, s'en inspira pour créer le personnage de Viradobetski, un sculpteur polonais, ami de Madame Verdurin, dans À la recherche du temps perdu. Paris prépare déjà activement l'Exposition universelle de 1900 et Hugo d'Alesi qui a choisi le voyage en mer comme sujet de son Maréorama, sur le Champ de Mars, commande à Henri Kowalski, le grand voyageur par excellence, une musique spécifique : Illusion d'un voyage en mer, symphonie descriptive en quatre parties (En vue de Sousse, Naples, Venise, En vue de Constantinople). Suggestive voire descriptive, cette musique installe des atmosphères en concordance avec les effets spéciaux prévus par Hugo d'Alesi : l'ensemble remporte un vif succès. Parallèlement, Henri Kowalski multiplie les initiatives pour répondre aux différentes sollicitations dont il est l'objet à Dinan (récitals, parfois avec conférence préalable sur Chopin ou la musique française, directions de concerts) et sur la Côte d'Émeraude (casinos de Saint-Malo, Paramé et Dinard). Il entretient aussi une relation privilégiée avec le collège des Cordeliers de Dinan. Pour autant, Henri Kowalski n'a pas renoncé aux voyages outre-Atlantique : Il est invité à New York en 1903 puis de 1907 à 1909 il fait une tournée aux États-Unis et au Canada où il prolonge son séjour. Il est en partance pour New York, début juillet 1916, pour une série de concerts organisée par Ignacy Paderewski en soutien à l'armée polonaise, lorsqu'il faut le débarquer d'urgence à Pauillac et le transporter à Bordeaux où il meurt le 6 juillet 1916. Il est enterré au cimetière Montmartre (25e division).

## L'interprète: un prince du piano

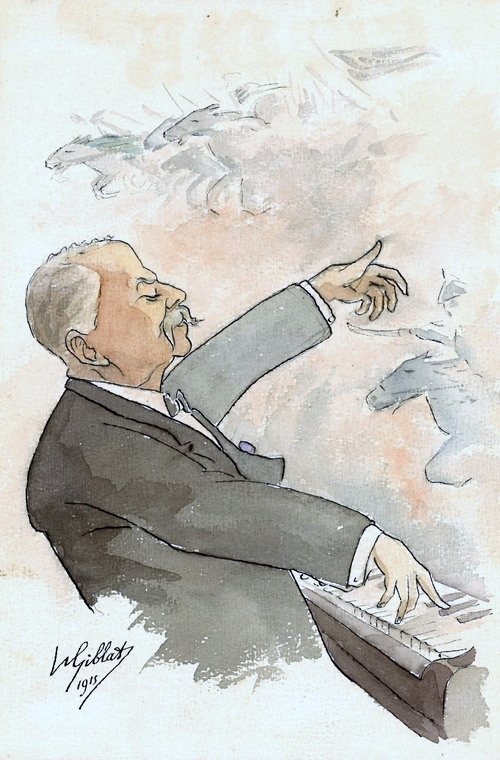
Louis Giblat, Henri Kowalski, pianiste et compositeur, 1915

Henri Kowalski a accordé, dans ses récitals, une place privilégiée à Chopin à qui il voue une admiration sans borne. À son répertoire une vingtaine de ses œuvres : deux scherzos (nos  1 et 2), la Berceuse (op. 57), quatre valses (mi bémol majeur op. 18, la mineur op. 34 no 2, ut dièse mineur op. 64/2, ré bémol majeur op. 70 no 3), trois ballades (sol mineur op. 23, la bémol majeur op. 47, fa dièse majeur op. 60), quatre nocturnes (mi bémol majeur op. 9 no 2, fa dièse majeur op. 15 no 2, fa dièse mineur op. 48 no 2, fa mineur op. 55 no 1), Impromptu en la bémol majeur op.  29, Fantaisie-Impromptu en do dièse mineur op. 66, Marche funèbre (Sonate op. 35), Mazurka no 1, trois polonaises (Polonaise en mi bémol majeur op. 22 dite Grande Polonaise, couplée ou non avec l'Andante Spianato, Polonaise en la majeur op. 40 no 1, Polonaise en la bémol majeur op. 53 dite Héroïque). Ses interprétations de Chopin soulèvent, quel que soit le pays, des applaudissements enthousiastes. Les critiques parlent de révélation, d'incarnation du vrai style de Chopin. On vante son art de faire chanter le piano qui lui permet d'être à l'aise pour interpréter le cantabile de Chopin qui doit tant au bel canto. 
Henri Kowalski inscrit aussi régulièrement dans ses programmes Beethoven, Liszt, Mendelssohn, Weber, Schubert, Schumann, Brahms, Gounod, Grieg, Rubinstein, Wienawski, Tchaïkovski, parfois Mozart, Haydn et même Rameau. Des choix pertinents qui mettent l'accent sur l'évolution des formes et du langage. On admire bien sûr sa maîtrise technique, sa virtuosité mais c'est la fougue et l'éclat de son jeu ou encore la manière dont il fait parler son piano qui déchaînent l'enthousiasme. Henri Kowalski déborde de charisme sur la scène comme dans la vie.    

## Le compositeur
Henri Kowalski ne cesse d'écrire sa vie durant : l'ensemble de son corpus s'élève à environ 300 œuvres. C'est un pianiste-compositeur dans la plus pure tradition romantique qui écrit avant tout pour son instrument (173 œuvres connues). Ses pièces reflètent, pour partie, une double influence : celle de Chopin notamment dans les trois Nocturnes (op. 8, 27, 89 bis), la Polonaise de concert (op. 10), les Trois Mazurkas caractéristiques (op. 11) ou la Paraphrase de Don Juan (op. 15), celle de Liszt dans la Danse des dryades (op. 16), la Tzigane-polka (op. 16), la Magyar-March (op. 86) ou la Marche hongroise (op. 13), généralement placée en fin de concert en raison de son éclatante virtuosité et des tonnerres d'applaudissements qu'elle déclenchait. Henri Kowalski excelle dans la pièce de genre, parfois descriptive, car il est à l'aise dans le petit format et a le sens de la mélodie, ce qui peut aller de pair avec une grande délicatesse (Barcarolle, op. 20). Il aime faire chanter son piano et camper, avec une musique en trompe-l'oreille,  des atmosphères particulières. Certaines pages sont une évocation de ses voyages (quelquefois rêvés), telles Le Niagara, souvenir (op. 29) La Cubaine (op. 30), Souvenir de Calcutta (op. 80), Sérénade indienne (op. 38), Sous les tropiques, berceuse (op. 47), The Belles of Melbourne, valse datant de son premier séjour en Australie (1880-1882), Nuit australienne (op. 76) ou encore Près du Nil (op. 98). Il est particulièrement à l'aise pour écrire des valses (Les Roses de Bohème, op. 14), et autres danses de salon. Les deux Fantaisies pour piano (op. 52 et op. 103) ont été créées en Australie sous le titre Concerto n°1 et n°2 : il en existe deux versions, l'une pour piano avec orchestre, l'autre pour piano seul. Il a encore composé, selon le goût de l'époque, de nombreuses fantaisies et paraphrases pour piano. Autant de pages qui lui ont assuré un vrai succès populaire et d'édition puisque plusieurs de ses œuvres ont été vendues à plus d'un million d'exemplaires. 

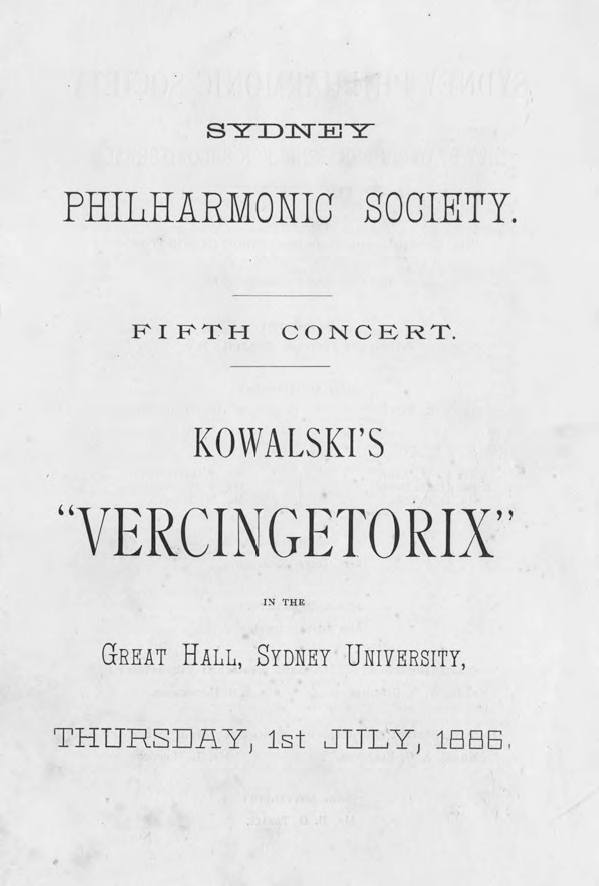
Affiche annonçant une représentation de Vercingétorix.

Henri Kowalski n'a composé, pour les autres instruments, que quelques rares pages parmi lesquelles il faut distinguer l'Élégie pour violoncelle et piano (1902) sans oublier Tristesse, transcription d'une mélodie du même nom : leur écriture est, jusque dans sa simplicité, d'une rare élégance très touchante. Il a, par contre, écrit de nombreuses (71) mélodies pour chant et piano, tant en français qu'en anglais, pour partie inédites, un genre qu'il affectionne particulièrement, en lien, peut-être, avec l'intérêt qu'il porte à Gounod et plus largement au théâtre lyrique.
Entre 1877 et 1913, il compose huit ouvrages lyriques : deux grands opéras, Gilles de Bretagne (1877) et Vercingétorix (1880), quatre opéras-comiques, Moustique, livret de Marcus Clarke (1881-1882), Le Chevalier Cupid, Pétrarque et Les Suffragettes (Londres, 1911, partition perdue) et deux petits ouvrages sur le thème de la Bretagne, l'un intitulé Nuits d'Armor et l'autre, sans titre, reprenant le sujet de Pêcheur d'Islande.    
Henri Kowalski laisse aussi des œuvres pour voix et ensemble instrumental ou orchestre comme en témoignent la Cantate de Duguesclin (1902), Le Triomphe de la mer, poème lyrique (1910) et La Leçon de vivre pour solistes, chœur et orchestre (1913). Une vingtaine de compositions religieuses font partie de son catalogue dont deux messes, un Pie Jesu, un Hymne à Saint Yves (1898), le Cantique à Notre-Dame Guesclin (1902), l'oratorio Future Life (1890) et les six Hymnes Magloriennes (1899).    
La Bibliothèque municipale de Dinan conserve le Fonds Henri-Kowalski, un ensemble unique qui fait référence car il est constitué de la quasi intégralité des œuvres (partitions et manuscrits) du compositeur. Ce fonds, propriété de l'artiste jusqu'à sa mort, a été acquis par la Société des amis du musée et de la bibliothèque de Dinan. Cette association, Le Pays de Dinan, a édité un livre (2014) et un CD (2016) consacrés à ce pianiste et compositeur.    

## Liste des œuvres

### Œuvres pour piano publiées avec numéro d’opus
- Échos de la terrasse, op. 1, polka, J. Hiélard (1866)
- L’Aveu, valse brillante, op. 2, J. Hiélard (1866)
- Souvenir de Champigny, valse brillante, op. 4, E. Girod (1861)
- Elfride, polka-mazurka, op. 5, E. Girod (1862)
- Danse des farfadets, op. 7, E. Girod (1862)
- Solitude, 1er nocturne, op. 8, J. Hiélard (1865)
- Sur l’Adriatique, barcarolle, op. 9, J. Hiélard (1865)
- Polonaise de concert, op. 10, J. Hiélard (1865)
- Trois mazurkas caractéristiques, op. 11, J. Hiélard (1865)
- Dans les bois, morceau de salon, op. 12, J. Hiélard (1865)
- Marche hongroise (Salut à Pesth), op. 13, J. Hiélard (1866)
- Les Roses de Bohême, valse brillante, op. 14, A. Leduc (1866)
- Don Juan, paraphrase, op. 15, J. Hiélard (1866)
- 16 *Douze caprices en forme d’études en deux suites, op. 16, J. Hiélard :
  - Suite no 1 (1867) :
    1. *Le Rouet
    2. *Chimères
    3. *Feuilles d'automne
    4. *Le Roulis
    5. *La fée aux perles
    6. *Le Trianon

  - Suite no 2 (1868) :
    1. *Marche turque
    2. *Les Rapides
    3. *Méditation
    4. *Danse des dryades
    5. *Bohémienne
    6. *La Malmaison
- Galop de bravoure, (Ventre à terre), op. 17, J. Hiélard (1869)
- Barcarolle, op. 20, A. Leduc (1869)
- Les Cuirassiers de Reischoffen, op. 21, A. Leduc (1871)
- L'Invitation à la polonaise, op. 24, A. Leduc (1872)
- Chanson indienne, op. 25, A. Leduc (1872)
- Deuxième nocturne, op. 27, A. Leduc (1872)
- Prascovia, mazurka, op. 28, A. Leduc (1872)
- Le Niagara, souvenir, op. 29, A. Le Duc (1873)
- La Cubaine, valse créole, op. 20, A. Leduc (1873)
- Tzigane-polka, op. 34 A. Leduc (1875)
- Sérénade indienne, op. 38, J. Hiélard (1882) , E. Benoît (1884)
- Sous les tropiques, berceuse, op. 47 Schott (1884)
- Fantaisie en sol mineur (avec orchestre *ad lib. ), op. 52 , E. Benoît (1892)
- Caprice-mazurka en mi bémol majeur, op. 63, Schott (1884)
- Dolor, élégie, op. 67, Schott
- Nuit australienne, valse op. 76, Schott (1886)
- Sérénade japonaise, esquisse pour piano, op. 79 , Schott (1887)
- Berceuse, op. 87, Vve E. Benoît
- Deuxième Valse-Caprice, op. 88, Vve E. Benoît (1897)
- Troisième Nocturne, op. 89, Vve E. Benoît (1897)
- Deuxième Mazurka-Caprice, op. 91, Vve Benoît (1897)
- Trois idylles rustiques, op. 95, Vve E. Benoît (1898)
- Troisième Valse-Caprice, op. 96, E. Benoît-Sulzbach succ. (1898)
- Deuxième Élégie, op. 100, E. Benoît-Sulzbach (1900)
- Troisième Mazurka-Caprice, op. 101, E. Benoît (1900)
- Deuxième Fantaisie (avec orchestre *ad lib. ), op. 103
- Ondines, impromptu-caprice, op. 108, E. Gallet (1912)

### Œuvres pour piano seul publiées sans numéro d’opus
- The Belles of Melbourne, valse de salon, Sydney, W. H. Glen & Co (1880)
- Brise d’Armor, valse, E. Benoit (1914)
- La Laurentide, Montréal, Dupuis frères (1909)
- Springtime Waltz, valse au printemps, nouvelle éd. , Montréal, Nordheimer (1908)

### Œuvres pour piano inédites
- Marche funèbre pour piano « A la mémoire des victimes du Titanic », cachet SACEM 23 avril 1912
- Paraphrase sur Faust
- Tango argentin

### Transcriptions d’œuvres pour piano de Frédéric Chopin
- Marche funèbre, op. 35, arrangée pour harmonium, clarinette et saxophone
- Mazurka, no 2, op. 7, transcrite pour chant et piano
- Mazurka, no 4, op. 33, transcrite pour chant et piano

### Œuvres pour un instrument autre que le piano
- L'Appel du pâtre, pastorale, pour flûte et piano, L. Escudier (1874)
- Élégie pour violoncelle et piano (1902)
- Tristesse, pour violoncelle et piano, E. Fromont (1914)

### Œuvres pour orchestre
- Chant sacré pour grand orchestre, largo.
- Illusion d’un voyage en mer, symphonie descriptive pour orchestre, composée spécialement pour le Maréorama (d’Hugo d’Alési (Exposition 1900) (Réduction pour piano de l’ensemble de la partition, Victor Courmont (1901), avec lithographies en couleurs) :
  1. En  vue de Sousse, chanson tunisienne
  2. Naples, chanson napolitaine et tarentelle
  3. Venise, soleil couchant
  4. En vue de Constantinople, mélopée turque, aurore sur le Bosphore.
- Menuet pour orchestre
- Suite pour orchestre symphonique (concours de l’Académie Nationale de Musique, 1905)

### Œuvres pour chant et piano
- Au mois de mai, mélodie, paroles d'Arsène Houssaye, J. Hiélard (1880), E. Fromont
- Chinoiserie, paroles de Judith Gautier, J. Hiélard (1880)
- Dawn and Dusk, paroles du compositeur, Sydney, The Australian Musical Album, 1894, n° 1, p. 5-7, Sydney, W. J. Banks, 1894
- Folle ivresse, valse chantée, paroles de G. de Loyat, (créée en 1869), J. Hiélard (1879)
- For Memory, song, paroles de May Kendall, Sydney, Gordon & Gotch (1881 ?)
- Jeunesse printanière, *mélodie, paroles de N. Legendre, E. Benoit (1913)
- Méditation, paroles de Charles Bousquet, J. Hiélard (1869)
- Les Papillons, mélodie, paroles de Théophile Gautier, J. Hiélard (1880)
- Perles de rosées/Marcella Sembrich-Valse, valse chantée, paroles de F. de Monlun, Schott (1884)
- Pretty Little Dark House, New York, A. Pond & Co (ca 1875/1876)
- Le Soleil luit, aubade, paroles de C. Robinot-Bertrand, Durand/Schoenewerk (1872)
- Tristesse, mélodie, paroles de Paul Milliet, J. Hiélard (1880), Fromont
- Twilight of Love, song, avec accompagnement de violon ou violoncelle ad lib., paroles de Gilbert Parker, Sydney, The French Musical Instrument Depot (1895)
- Wilt Thou be Mine, paroles d'Albert Georges Dawes, Melbourne, Nicholson & Co(1881)

### Œuvres pour chant et piano inédites
- Adieu, melody, paroles de Gilbert Parker, Sydney, 6 janvier 1888
- Les Angélus, poème de Louis Tiercelin
- Dreaming of Thee, paroles de G. Aubi-Newcombe
- Good Night ! God Bless Thee, paroles de John Reade
- Nuit d’Orient, paroles de Hilaire Nicole

### Œuvres vocales
- Cantique à Notre-Dame Guesclin, paroles de Théodore Botrel, G. Ondet (1907)
- Festal Lyric, pour chant à 4 voix (soprano, alto, ténor, basse) et piano, pour le Jubilé du pape Léon XIII, paroles de R. S. Willis, Sydney, The French musical Depot, 1893
- Agnus Dei, *Requiem, pour mezzo et orchestre , signé : 7 Juillet 1894
- After Laudate Pueri (1902, fête de Du Guesclin)
- Cantate de Du Guesclin, pour chœur et orchestre (1902)
- Cantate Welcome, pour ténor, contralto, chœur et orchestre, en l’honneur du gouverneur Lord Carrington, 1885
- Cantique de Saint Yves pour chœur et orchestre d’harmonie
- Les Crétois, Symphonie lyrique, poème de Henry de Lassay (1909).
- Future Life, oratorio-trilogie (La Terre, L’Espace, le Paradis), poème anglais de Garann, poème français d’Ernest Quéré, pour soli, chœur et orchestre (1890). Création, Sydney,1895
- Hymne à Saint Yves pour soli et chœur à 4 voix et grand orgue (1898)
- La Leçon de vivre ! , poème de Louis Tiercelin, pour solistes, chœur et orchestre (concours Rossini, 1913)
- Six Hymnes magloriennes, pour soli, chœur et ens. instr. (1899)(1912)
- Le Triomphe de la mer, poème lyrique, par Léon Berthaut, pour piano, chant et orchestre symphonique et militaire (1909-1910)

### Ouvrages lyriques
- Cupid/Cupid & Co/The Chevalier Cupid, opéra-comique en 2 actes, livret de Leopold Jordan
- Gilles de Bretagne, drame lyrique en 4 actes, livret d’Amélie Perronnet (1877), réd. pour ch. et p. , Le Duc, 1878
- Moustique (Queen Venus), opéra-comique en 3 actes, par. Marcus Clarke, (1881-1882)
- Pétrarque, opéra-comique en 3 actes de Fernand Bessier et Eugène Adenis, écrit pour le concours Rossini 1907
- Les Suffragettes (1909-1910 ?) (création à Londres en février 1911 ?)
- Nuits d’Armor, opéra-comique fantastique, poème d’Henri de Lassay  (1902-1903 ; création, version de concert, 1912)
- Sur le thème de Pêcheur d’Islande, ouvrage lyrique en 3 actes sans titre
- Vercingétorix, drame lyrique en 3 actes (1880, 1886), livret en anglais de Joshua Lake d’après le texte de M. Maniel. Seul le livret a été publié en 1881 (Melbourne, W. H. Williams) puis pour la reprise à Sydney en 1886 (après remaniements).

### Œuvres littéraires
- À travers l'Amérique : impressions d'un musicien, Paris, Lachaud, 1873

## Discographie
- Henri Kowalski, Œuvres pour piano et Mélodies (François Dumont, piano et Helen Kearns, soprano), Le Pays de Dinan, 2016.

## Hommages
Depuis 2023, un concours international de piano qui oppose de jeunes virtuoses porte son nom Henri Kowalski. Il est organisé à Dinan par la société des amis du musée et de la bibliothèque (Samb).